# Trận Tryfrwyd
Trận Tryfrwyd (còn gọi là Trận Tribruit) là trận đánh thứ 10 của Arthur với tư cách là "Quận công Bellorum" (Dux Bellorum), được ghi nhận trong nhiều thư tịch cổ xứ Wales, trong số đó bài thơ Pa Gur vào thế kỷ thứ XI và các tác phẩm của nhà biên niên sử Nennius. Tương truyền, Manawydan fab Llyr và Cai the Tall đã chiến đấu sát cánh với Arthur trong trận này; và Arthur đã đánh bại một tay lính (có lẽ là tù trưởng) tên là Garwlwyd trong cuộc giao chiến.